# 薩卡拉鳥

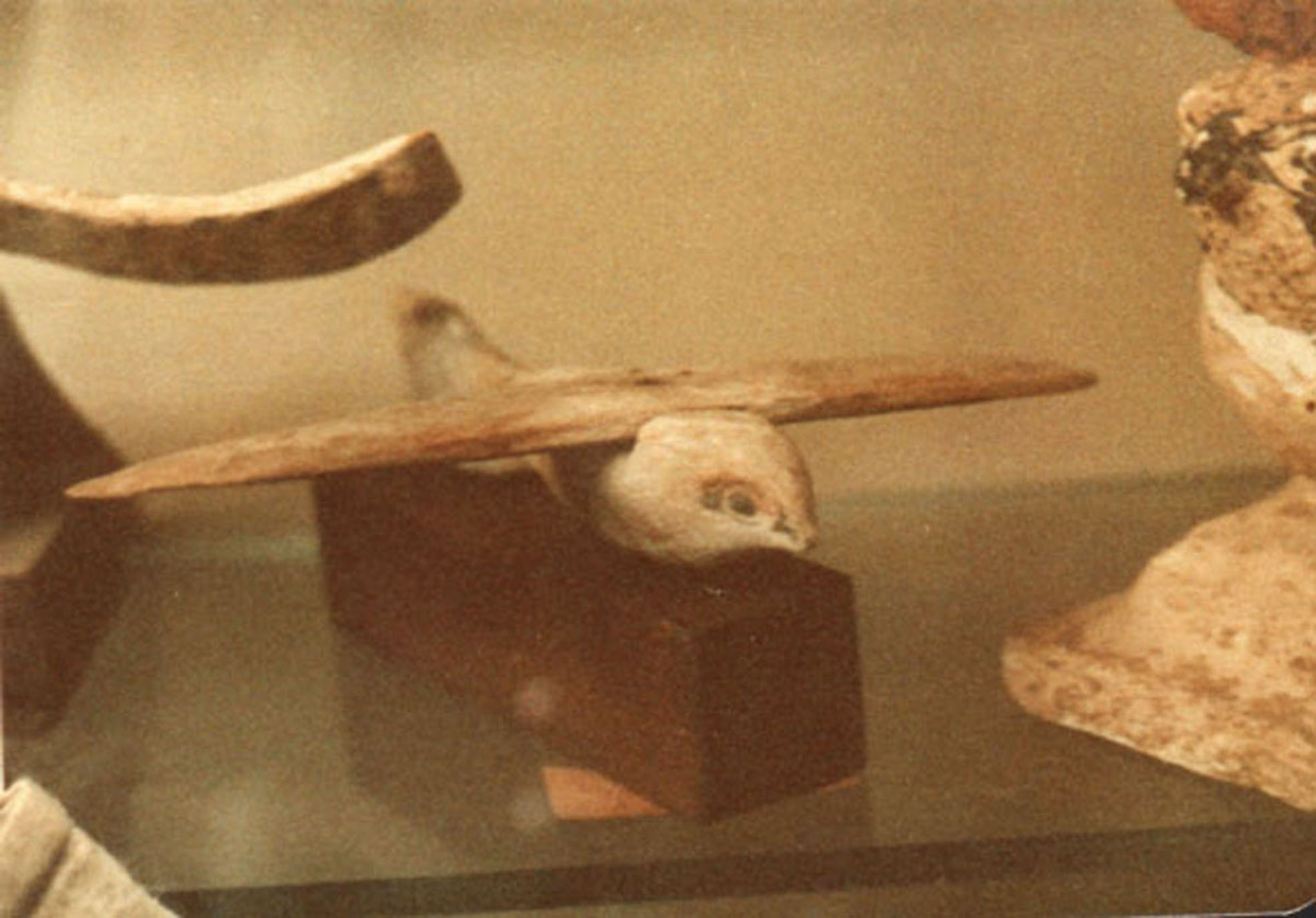
薩卡拉鳥

薩卡拉鳥（Saqqara Bird），或譯萨卡拉木鸟，是1898年埃及考古在薩卡拉一處墳墓發現，一個展翅滑翔的木頭雕刻小鳥。
被艾利希·馮·丹尼肯等外星生物創造論支持者當成古埃及有飛機與古代太空人的證據。但被飛行器設計師以空气动力学批評為沒有符合飛行機的尾翼，毫無飛行的可能。Martin Gregorie，一位建築、滑翔機設計師用在飛機模型店就可買到巴爾沙木做複製品，將該模型做滑翔實驗，結論是薩卡拉鳥不可能飛行。他認為薩卡拉鳥可能是兒童玩具或風向雞。